# Baubigny (Manica)
Baubigny è un comune francese di 158 abitanti situato nel dipartimento della Manica nella regione della Normandia.
Fino al 15 novembre 1998 si è chiamato Beaubigny.

## Società

### Evoluzione demografica
Abitanti censiti